# Panca de Valente
Panca de Valente é um filme brasileiro realizado em 1968, do gênero comédia, e dirigido por Luís Sérgio Person.

## Enredo
O delegado da cidade interiorana de Espalha Brasa é assassinado por bandidos que exigem que em seu lugar assuma um atrapalhado e inofensivo habitante da cidade, Jerônimo, que encontra muitas dificuldades para assumir a função.

## Elenco
- Átila Iório
- Marlene França
- Jofre Soares
- Tony Vieira
- Bibi Vogel
- Roberto Ferreira
- Líbero Ripoli Filho
- Cacilda Lanuza
- Chico Martins
- Durval de Souza
- José Carlos Biscalchin